# Daijō-daijin
Il Daijō-daijin o Dajō-daijin (太政大臣?, Cancelliere del Regno) è una carica governativa storica giapponese e si riferisce al grado ministeriale più alto nell'Ufficio del Daijō-kan (太政官?, Consiglio di Stato) durante e dopo il periodo Nara e brevemente sotto la Costituzione Meiji.
Era l'equivalente del cinese Tàishī (太師S) o Gran Precettore.

## Storia
Il titolo fu introdotto alla corte imperiale con l'adozione del sistema Ritsuryō alla fine del VII secolo e rimase in uso fino al periodo Meiji. Il Codice Asuka Kiyomihara del 689 segna la prima apparizione del Daijō-Daijin nel contesto di un organo amministrativo centrale composto da tre ministri: il Daijō-daijin (Cancelliere), il Sadaijin (左大臣?, Ministro della Sinistra) e l'Udaijin (右大臣?, Ministro della Destra). Queste posizioni furono consolidate sotto il Codice Taihō nel 702.
Poiché i suoi titolari non avevano doveri ufficiali, si trattava di una sorta di titolo onorifico. In un'epoca in cui l'imperatore e la nobiltà detenevano il potere reale, il Daijō-daijin era la posizione più alta nel Daijō-kan, l'organo centrale dello stato. Tuttavia, era stabilito per legge che nessuno poteva essere nominato a questa posizione se non c'era un candidato idoneo, e la posizione permanente più alta nel Daijō-kan era quella di Sadaijin. Si supponeva che chi ricoprisse questo ruolo fosse un insegnante (師範?, shihan) per il Tennō attraverso la “virtù” (人徳?, jintoku) e gli consentisse di governare il paese in pace (治安?, chian).
Alla fine del VII secolo, i figli degli imperatori, i principi Ōtomo e Takechi, ricoprirono temporaneamente la carica. Alla fine dell'VIII secolo, dopo aver vinto la lotta per il potere contro Fujiwara no Nakamaro, il monaco Dōkyō ne prese il potere.
Nel periodo Nara (710–794), il titolo di Daijō-daijin era fondamentalmente una promozione postuma. Dopo la nomina di Fujiwara Yoshifusa nell'857 del periodo Heian (794–1185), divenne una posizione quasi permanente, sebbene non legalmente permanente, e molti membri del clan Fujiwara furono nominati a tale posizione. Man mano che il clan Fujiwara, che dominava il Sesshō (摂政?) e il Kampaku (関白?), acquisì influenza, gli uffici governativi ufficiali diminuirono di potere. Entro il X secolo, i Daijō-daijin non avevano alcun potere a meno che non fossero contemporaneamente Sesshō e Kampaku, o supportati dai Fujiwara. Sebbene la posizione continuasse a essere nominata fino al 1885, all'inizio del XII secolo, l'ufficio era sostanzialmente impotente e spesso rimaneva vacante per lunghi periodi.
Con la fine del periodo Heian, veniva generalmente assegnato a una persona appartenente alle "Cinque case reggenti" (五摂家?, gosekke) o alle case nobiliari dei cosiddetti "Nove Fiori Puri" (清華家?, seigake).
Nel 1167, Taira no Kiyomori stabilì il primo governo samurai de facto e divenne Daijō-daijin. Fu la prima persona a diventare Daijō-daijin nonostante fosse nato nella "classe guerriera" (武家?, buke). Durante il periodo Kamakura (1185-1333), le posizioni di alto rango presso il Daijō-kan, come Sadaijin e Udaijin, divennero anche titoli onorifici conferiti dall'imperatore ai membri della classe dei guerrieri. Quando nel 1576, durante il periodo Azuchi-Momoyama, Oda Nobunaga viene nominato Udaijin, gli unici membri della classe dei guerrieri che erano stati precedentemente nominati a incarichi alla corte imperiale più alti di Udaijin erano Taira no Kiyomori e Ashikaga Yoshimitsu come Daijō-daijin e Ashikaga Yoshinori e Ashikaga Yoshimasa come Sadaijin. Nobunaga fu promosso postumo a Daijō-daijin nel 1582. Successivamente anche Toyotomi Hideyoshi e Tokugawa Ieyasu furono nominati Daijō-daijin.
Durante il periodo Meiji il Daijō-daijin era la carica ministeriale più alta (長官?, chōkan). Con l'abolizione del sistema han e la creazione delle prefetture nel 1871 Sanjō Sanetomi fu l'ultimo statista a cui fu affidata questa carica, prima che questa fosse completamente abolita nel 1885 a favore della nuova carica di Primo Ministro.

## Elenco deiDaijō-daijin

### Periodo Nara
- 671-672 Principe Ōtomo (大友皇子?) (648–672)
- 690-696 Principe Takechi (高市皇子?) (654–696)
- 703-705 Principe Osakabe (刑部親王?) (?-705) - Chi-Daijō-kanji (知太政官事?)
- 705-715 Principe Hozumi (穂積親王?) (?-715) - Chi-Daijō-kanji (知太政官事?)
- 720-735 Principe Toneri (舎人親王?) (676–735) - Chi-Daijō-kanji (知太政官事?)
- 737-745 Principe Suzuka (鈴鹿王?) (?-745) - Chi-Daijō-kanji (知太政官事?)
- 760-764 Emi no Oshikatsu (恵美押勝?) (Fujiwara no Nakamaro?, 藤原仲麻呂) (706–764) - Taishi (太師?)
- 765-766 Dōkyō (道鏡?) (700?-772)

### Periodo Heian
- 857-872 Fujiwara no Yoshifusa (藤原良房?) (804–872) Chūjin-kō (忠仁公?)[9]
- 880-891 Fujiwara no Mototsune (藤原基経?) (836–891) Shōsen-kō (昭宣公?)
- 936-949 Fujiwara no Tadahira (藤原忠平?) (880–949) Teishin-kō (貞信公?)
- 967-970 Fujiwara no Saneyori (藤原実頼?) (900–970) Seishin-kō (清慎公?)
- 971-972 Fujiwara no Koretada (藤原伊尹?) (924–972) Kentoku-kō (謙徳公?)
- 974-977 Fujiwara no Kanemichi (藤原兼通?) (925–977) Chūgi-kō (忠義公?)[10]
- 978-989 Fujiwara no Yoritada (藤原頼忠?) (924–989) Rengi-kō (廉義公?)
- 990 Fujiwara no Kaneie (藤原兼家?) (929–990)
- 991-992 Fujiwara no Tamemitsu (藤原為光?) (942–992) Kōtoku-kō (恒徳公?)
- 1017-1018 Fujiwara no Michinaga (藤原道長?) (966–1028)
- 1021-1029 Fujiwara no Kinsue (藤原公季?) (957–1029) Jingi-kō (仁義公?)
- 1061-1062 Fujiwara no Yorimichi (藤原頼通?) (992–1074)
- 1070-1071 Fujiwara no Norimichi (藤原教通?) (996–1075)
- 1080-1089 Fujiwara no Nobunaga (藤原信長?) (1022–1094)
- 1112-1113 Fujiwara no Tadazane (藤原忠実?) (1079–1162)
- 1122-1124 Minamoto no Masazane (源雅実?) (1059–1127)
- 1129 Fujiwara no Tadamichi (藤原忠通?) (1097–1164)
- 1149-1150 Fujiwara no Tadamichi (藤原忠通?) (1097–1164)
- 1150-1157 Fujiwara no Saneyuki (藤原実行?) (1080–1162) famiglia Sanjō (三条家?)
- 1157-1160 Fujiwara no Munesuke (藤原宗輔?) (1077–1162) (2° figlio di Fujiwara no Munetoshi)
- 1160-1165 Fujiwara no Koremichi (藤原伊通?) (1093–1165) (2° figlio di Fujiwara no Munemichi)
- 1167 Taira no Kiyomori (平清盛?) (1118–1181)
- 1168-1170 Fujiwara no Tadamasa (藤原忠雅?) (1124–1193) famiglia Kazan'in (花山院家?)
- 1170-1171 Fujiwara no Motofusa (藤原基房?) (1145–1231) famiglia Matsudono (松殿家?)
- 1177-1179 Fujiwara no Moronaga (藤原師長?) (1138–1192) (2° figlio di Fujiwara no Yorinaga)
- 1189-1190 Fujiwara no Kanezane (藤原兼実?) (1149–1207) famiglia Kujō (九条家?)
- 1191-1196 Fujiwara no Kanefusa (藤原兼房?) (1153–1217)

### Periodo Kamakura
- 1199-1204 Fujiwara no Yorizane (藤原頼実?) (1155–1225) famiglia Ōimikado (大炊御門家?)
- 1205-1206 Fujiwara no Yoshitsune (藤原良経?) (1169–1206) famiglia Kujō (九条家?)
- 1218-1221 Fujiwara no Kinfusa (藤原公房?) (1179–1249) (famiglia Sanjō (三条家?)
- 1221 Fujiwara no Michiie (藤原道家?) (1193–1252) famiglia Kujō (九条家)?)[11]
- 1221 Fujiwara no Kinfusa (藤原公房?) (1179–1249) famiglia Sanjō (三条家?)
- 1221 Fujiwara no Iezane (藤原家実?) (1179–1243) famiglia Konoe (近衛家?)
- 1222-1223 Fujiwara no Kintsune (藤原公経?) (1171–1244) famiglia Saionji (西園寺家?)
- 1238-1239 Fujiwara no Yoshihira (藤原良平?) (1184–1240) famiglia Kujō (九条家?)
- 1241-1242 Fujiwara no Kanetsune (藤原兼経?) (1210–1259) famiglia Konoe (近衛家?)
- 1246-1247 Fujiwara no Saneuji (藤原実氏?) (1194–1269) famiglia Saionji (西園寺家?)
- 1247-1248 Minamoto no Michimitsu (源通光?) (1187–1248) famiglia Koga (久我家?) (terzo figlio di Minamoto no Michichika)
- 1252-1253 Fujiwara no Kanehira (藤原兼平?) (1228–1294) famiglia Takatsukasa (鷹司家?) (quarto figlio di Fujiwara no Iezane)
- 1253-1254 Fujiwara no Sanemoto (藤原実基?) (1201–1273) famiglia Tokudaiji (徳大寺家?)
- 1262 Fujiwara no Kinsuke (藤原公相?) (1223–1267) famiglia Saionji (西園寺家?)
- 1275-1276 Fujiwara no Michimasa (藤原通雅?) (1233–1276) famiglia Kazan'in (花山院家?)
- 1277 Fujiwara no Kanehira (藤原兼平?) (1228–1294) famiglia Takatsukasa (鷹司家?)
- 1285-1287 Fujiwara no Mototada (藤原基忠?) (1247–1313) famiglia Takatsukasa (鷹司家?)
- 1289-1290 Minamoto no Mototomo (源基具?) (1230–1297) famiglia Horikawa (堀川家?)
- 1292-1293 Fujiwara no Sanekane (藤原実兼?) (1249–1322) famiglia Saionji (西園寺家?)
- 1299 Fujiwara no Kinmori (藤原公守?) (1249–1317) famiglia Tōin (洞院家?)
- 1299-1300 Fujiwara no Kanemoto (藤原兼基?) (1268–1334) famiglia Nijō (二条家?)
- 1301-1302 Minamoto no Sadazane (源定実?) (1240–1306) famiglia Tsuchimikado (土御門家?)
- 1302-1304 Fujiwara no Kintaka (藤原公孝?) (1253–1305) famiglia Tokudaiji (徳大寺家?)
- 1307-1309 Fujiwara no Saneie (藤原実家?) (1250–1314) famiglia Ichijō (一条家?)
- 1309-1311 Fujiwara no Nobutsugu (藤原信嗣?) (1236–1311) famiglia Ōimikado (大炊御門家?)
- 1311 Fujiwara no Fuyuhira (藤原冬平?) (1275–1327) famiglia Takatsukasa (鷹司家?)
- 1318-1319 Fujiwara no Saneshige (藤原実重?) (1259–1329) famiglia Sanjō (三条家?)
- 1319-1323 Minamoto no Michio (源通雄?) (1257–1329) Template:Famiglia Koga
- 1323-1327 Fujiwara no Fuyuhira (藤原冬平?) (1275–1327) famiglia Takatsukasa (鷹司家?)
- 1332-1333 Fujiwara no Kanesue (藤原兼季?) (1281–1339) famiglia Imadegawa (今出川家?) (quarto figlio di Fujiwara no Sanekane)

### Periodo Muromachi
- 1341-1342 Minamoto no Nagamichi (源長通?) (1280–1353) famiglia Koga (久我家?)
- 1348-1350 Fujiwara no Kinkata (藤原公賢?) (1291–1360) famiglia Tōin (洞院家?)
- 1366-1368 Minamoto no Michisuke (源通相?) (1326–1371) famiglia Koga (久我家?)
- 1381-1387 Fujiwara no Yoshimoto (藤原良基?) (1320–1388) famiglia Nijō (二条家?)[12]
- 1394 Fujiwara no Sanetoki (藤原実時?) (1338–1404) famiglia Tokudaiji (徳大寺家?)
- 1395 Minamoto no Yoshimitsu (源義満?) (1358–1408) famiglia Ashikaga (足利義満?)
- 1395-1396 Minamoto no Tomomichi (源具通?) (1342–1397) famiglia Koga (久我家?)
- 1402-1407 Fujiwara no Sanefuyu (藤原実冬?) (1354–1411) famiglia Sanjō (三条家?)
- 1420 Fujiwara no Kintoshi (藤原公俊?) (1371–1428) famiglia Tokudaiji (徳大寺家?)
- 1432-1433 Fujiwara no Mochimoto (藤原持基?) (1390–1445) famiglia Nijō (二条家?)
- 1446-1450 Fujiwara no Kaneyoshi (藤原兼良?) (1402–1480) famiglia Ichijō (一条家?)
- 1452-1453 Minamoto no Kiyomichi (源清通?) (1393–1453) famiglia Koga (久我家?)
- 1455-1457 Fujiwara no Kinna (藤原公名?) (1410–1468) famiglia Saionji (西園寺家?)
- 1458-1460 Fujiwara no Mochimichi (藤原持通?) (1416–1493) famiglia Nijō (二条家?)
- 1462-1463 Fujiwara no Fusatsugu (藤原房嗣?) (1402–1488) famiglia Konoe (近衛家?)
- 1481-1482 Minamoto no Michihiro (源通博?) (1426–1482) famiglia Koga (久我家?)
- 1485 Fujiwara no Masahira (藤原政平?) (1445–1517) famiglia Takatsukasa (鷹司家?)
- 1488-1490 Fujiwara no Masaie (藤原政家?) (1444–1505) famiglia Konoe (近衛家?)
- 1493-1497 Fujiwara no Fuyuyoshi (藤原冬良?) (1464–1514) famiglia Ichijō (一条家?)
- 1510-1511 Fujiwara no Saneatsu (藤原実淳?) (1445–1533) famiglia Tokudaiji (徳大寺家?)
- 1514-1517 Fujiwara no Hisamichi (藤原尚通?) (1472–1544) famiglia Konoe (近衛家?)
- 1518-1521 Fujiwara no Masanaga (藤原政長?) (1451–1525) famiglia Kazan'in (花山院家?)
- 1525-1533 Fujiwara no Taneie (藤原稙家?) (1503–1566) famiglia Konoe (近衛家?)
- 1535-1536 Fujiwara no Saneka (藤原実香?) (1469–1558) famiglia Sanjō (三条家?)
- 1538-1542 Fujiwara no Taneie (藤原稙家?) (1503–1566) famiglia Konoe (近衛家?)
- 1542-1545 Fujiwara no Tadafuyu (藤原忠冬?) (1509–1546) famiglia Takatsukasa (鷹司家?)
- 1545-1548 Fujiwara no Fusamichi (藤原房通?) (1509–1556) famiglia Ichijō (一条家?)
- 1548-1553 Fujiwara no Haruyoshi (藤原晴良?) (1526–1579) famiglia Nijō (二条家?)
- 1553-1568 ?

### Periodo Azuchi-Momoyama
- 1568-1578 Fujiwara no Haruyoshi (藤原晴良?) (1526–1579) famiglia Nijō (二条家?)
- 1578-1582 Taira no Nobunaga (平信長?) (1534–1582) famiglia Oda (織田氏?) (promozione postuma nel 1582)
- 1582-1587 Fujiwara no Sakihisa (藤原前久?) (1536–1612) famiglia Konoe (近衛家?)
- 1587-1598 Fujiwara no Hideyoshi (藤原秀吉?) (1537–1598) famiglia Toyotomi (豊臣秀吉?)

### Periodo Edo
- 1616 Minamoto no Ieyasu (源家康?) (1543–1616) famiglia Tokugawa (徳川家康?)
- 1709-1710 Fujiwara no Motohiro (藤原基熙?) (1648–1722) famiglia Konoe (近衛家?)
- 1711 Fujiwara no Iehiro (藤原家熙?) (1667–1736) famiglia Konoe (近衛家?)
- 1733-1734 Fujiwara no Iehisa (藤原家久?) (1687–1737) famiglia Konoe (近衛家?)
- 1746-1751 Fujiwara no Kaneka (藤原兼香?) (1693–1751) famiglia Ichijō (一条家?)
- 1768-1770 Fujiwara no Uchisaki (藤原内前?) (1728–1785) famiglia Konoe (近衛家?)
- 1771-1778 Fujiwara no Uchisaki (藤原内前?) (1728–1785) famiglia Konoe (近衛家?)
- 1781 Fujiwara no Naozane (藤原尚実?) (1717–1787) famiglia Kujō (九条家?)
- 1842-1848 Fujiwara no Masamichi (藤原政通?) (1789–1868) famiglia Takatsukasa (鷹司家?)

### Periodo Meiji
- 1871-1885 Sanjō Sanetomi (三条実美?) (1837–1891)